# امیر عطا سلگی
امیر عطا سلگِی (هزارگی: امیر اطا سلگیی‎) هنرمند ایرانی است که با لهجهٔ شیرین هزارگی آواز می‌خواند و در زمینهٔ موسیقی سنتی و فولکلور هزارگی فعالیت دارد. او با بهره‌گیری از ساز دمبوره و اجرای ترانه‌های محلی، توانسته است توجه بسیاری از علاقه‌مندان به موسیقی محلی را جلب کند.

## سبک هنری و آثار برجسته
امیر عطا سلگی با استفاده از لهجهٔ هزارگی و ساز دمبوره، ترانه‌هایی را اجرا می‌کند که بازتاب‌دهندهٔ فرهنگ و سنت‌های مردم هزاره است. از جمله آثار معروف او می‌توان به ترانه‌های «بابا»، «مو مردم هزاره»، «بلیبور تو موشوم» و «جدایی» اشاره کرد. این ترانه‌ها در وب‌سایت‌های مختلف موسیقی مانند آوا موزیک و ماهان موزیک منتشر شده‌اند.

## حضور رسانه‌ای
در برنامه‌ای از شبکهٔ سحر افغانستان، گفت‌وگویی با امیر عطا سلگی انجام شده است که در آن دربارهٔ فعالیت‌های هنری و علاقه‌اش به موسیقی هزارگی صحبت می‌کند.

## حضور در فضای مجازی
امیر عطا سلگی در شبکه‌های اجتماعی نیز فعال است و از طریق صفحهٔ اینستاگرام با مخاطبان خود در ارتباط است. همچنین، کانال یوتیوب او محلی برای انتشار ویدیوهای موسیقی و اجراهای زنده‌اش است.